# Hyperloop Transportation Technologies
Pour les articles homonymes, voir HTT.
Hyperloop Transportation Technologies, également connue sous le nom de HTT, est une société de recherche américaine constituée selon une approche de collaboration en masse (mélange de collaboration d'équipe et de crowdsourcing) pour développer un système de transport à grande vitesse basé sur le concept Hyperloop, popularisé par Elon Musk en 2013.
Les annonces initiales de performances sont, au fil du temps, revues à la baisse.
Installée en 2017 près de Toulouse (France), la société se relocalise en Italie en  2024, sans avoir fait le moindre essai.

## Historique

### Projet
Le projet consistait à mettre au point un transporteur interurbain à grande vitesse utilisant un train tubulaire qui se déplace dans un tube à basse pression, ce-dernier pouvant atteindre une vitesse maximale de 1 300 km/h avec une capacité annuelle de 15 millions de passagers.
HTT prévoit également de construire des Hyperloops urbains plus lents et privatisés pour les déplacements interurbains.

### Création
La société a été fondée par JumpStarter, Inc., à l’aide de la plateforme de Financement participatif et de collaboration de la société, JumpStartFund. La société a réuni une équipe de membres de la communauté, attirant des ingénieurs de haut niveau et des sociétés contributrices dont Ansys pour les ressources de simulation informatique, GloCal Network Corporation et UCLA Architecture & Urban Design pour développer l’interface sociale du projet Hyperloop. Un article de Wired de décembre 2014 a révélé que les travaux de développement initiaux avaient été effectués par environ 100 ingénieurs situés principalement aux États-Unis. Les contributeurs travaillaient en échange d'options d'achat d'actions et avaient été sélectionnés parmi un groupe d'environ 200 personnes qui avaient initialement présenté une demande. En 2013, HTT s'est associé au développeur de logiciels d'ingénierie Ansys , qui gérait des modèles de simulation pour la dynamique des fluides du Hyperloop.

### Accords et recherches
La société ne s'est pas seulement concentrée sur la route reliant Los Angeles à San Francisco, qui était la base du modèle Hyperloop Alpha de 2013, et a envisagé d'autres routes. À partir de 2014, la société prévoyait l'achèvement d'une étude de faisabilité technique en 2015, mais a également déclaré être à plus de 10 ans d'une mise en place commerciale.
En 2014, HTT a fait équipe avec l'équipe d'architecture Suprastudio UCLA, qui prend en charge la conception des éléments liés au « facteur humain », c'est-à-dire de l'expérience utilisateur de l'HTT. Ceci inclut les pods, l'architecture de la station d'embarquement et la billetterie.
En février 2015, la société embauchait près de 200 personnes et avait annoncé son intention de rentrer en bourse cette année-là pour lever 100 millions de dollars. HTT a également conclu un accord officiel avec GROW Holdings, le développeur de Quay Valley, en Californie , pour la construction d’une ligne de démonstration de 8 km à partir de 2016. En novembre, HTT embauchait un peu moins de 500 employés. En août 2015, la société d'ingénierie AECOM  a commencé à fournir des services d'ingénierie à HTT pour la conception de la piste prototype à grande échelle de Quay Valley. Également en août 2015, HTT a annoncé des partenariats avec le géant international de l'ingénierie AECOM et Oerlikon, l'entreprise technologie la plus ancienne au monde, spécialisé en mise sous vide . "
En 2016, le PDG, Dirk Ahlborn, a annoncé un accord avec le gouvernement slovaque pour réaliser des études de faisabilité concernant les liaisons reliant Vienne (Autriche) à Bratislava (Slovaquie ) et Bratislava à Budapest (Hongrie). Le coût total de ce projet est estimé à 250-300 millions de dollars. Ce système devrait avoir une capacité annuelle de 10 millions de passagers. HTT a annoncé en mars 2016 qu'elle utiliserait des systèmes passifs Inductrack pour  l'Hyperloop. En 2018, toutefois, l'accord a expiré.
En janvier 2017, HTT a annoncé l'ouverture d'une nouvelle usine à Toulouse, en France. Un bâtiment de 3 000 m2 sera utilisée pour héberger ses recherches. Finalement le projet de la piste d'essai prévue est abandonnée et le bail est résilié le 16 décembre 2021 par la Métropole de Toulouse. Et l'entreprise est sommée de quitter les lieux en septembre 2023. Ce projet est considéré comme une coquille vide.
En septembre 2017, HTT a signé un accord avec le gouvernement d'Andhra Pradesh , en Inde, en vue de la construction d'un Hyperloop entre les villes d'Amaravati et Vijaywada. Le projet en deux phases commencerait par une étude de faisabilité de six mois suivie d'une construction effective,,.
Le 15 février 2018, HTT a signé un accord avec l'Agence de coordination régionale du nord de l'Ohio et le Department of Transportation de l'Illinois pour commencer les travaux d'une étude de faisabilité concernant une nouvelle ligne d'Hyperloop entre Cleveland et Chicago. L'étude examinera la viabilité du projet et se concentrera sur la détermination du corridor idéal pour le transit. Selon le directeur général de HTT, Dirk Ahlborn, ces accords représentent le "premier véritable partenariat public-privé visant à déployer un système dHyperloop de transport public aux États-Unis".
En avril 2018, HTT a annoncé qu'elle commencerait à construire la première de deux pistes d'essai dans ses installations en France. La société a indiqué que le premier envoi de tubes est arrivé sur son site de R&D à Toulouse. La première piste, qui est sur le point de commencer à être construite, est une installation au sol, d’une longueur d’environ 320 mètres. La plus petite devant être testé dans l'année.
En juillet 2018, HTT a annoncé la création d'une entreprise commune avec le gouvernement de Tongren , une ville de Guizhou , en Chine , pour la construction d'une piste Hyperloop de 10 km de long.

## Vibranium
En 2016, la société slovaque C2i, prestataire d'HTT fini de concevoir le matériau qui va recouvrir les capsules, celui-ci sera constitué de carbone, précisément de 82 couches de carbone, mais pas seulement puisque cette coque sera parsemée de capteurs à l’intérieur même du matériau, ces derniers vont donc pouvoir surveiller la température, l'intégrité, la stabilité de la capsule. Ce matériau est 8 fois plus résistant que l'aluminium et 10 fois plus que l'acier.
Le nom est copié sur le matériau de fiction: le vibranium, pour des raisons marketing.

## Prévisions
HTT fait preuve d'agressivité[non neutre] dans ses déclarations prospectives, telles que :
- Étude de faisabilité avec UCLA d'ici la mi-2015[8]
- Introduction en bourse en 2015[10]
- Parcours de démonstration en 2016[10]
- Nouvelle installation à Toulouse, lancée en France en janvier 2017[16] puis abandonnée en 2021.[réf. souhaitée]

## Liens Externes
Site officiel